# Serie Nacional de Béisbol 1964-1965
La cuarta temporada de la Serie Nacional de Béisbol de Cuba tuvo como campeón a Industriales. El equipo que representaba a La Habana (actualmente dividida en Ciudad de La Habana y Provincia Habana) ganó de manera consecutiva su tercer título.

## Posiciones
| Equipo       | JJ | JG | JP | AVE  | Dif |
| ------------ | -- | -- | -- | ---- | --- |
| Industriales | 39 | 25 | 14 | .641 | -   |
| Occidentales | 39 | 21 | 18 | .538 | 4   |
| Granjeros    | 39 | 18 | 21 | .461 | 7   |
| Orientales   | 39 | 14 | 25 | .539 | 8   |